# Manuel Azaña Díaz
Manuel Azaña Díaz (Alcalá de Henares, 10 gennaio 1880 – Montauban, 3 novembre 1940) è stato un politico spagnolo.
È stato capo del governo due volte: dal 14 ottobre 1931 al 12 settembre 1933 e dal 19 febbraio al 10 maggio 1936; e due volte Presidente della Seconda Repubblica spagnola: dal 14 ottobre al 10 dicembre 1931 e dall'11 maggio 1936 all'aprile 1939.

## Biografia

### Famiglia e vita privata
Di famiglia della borghesia liberale agiata, terzo dei quattro figli di Esteban Azaña Catarinéu - sindaco di Alcalá de Henares - e di Josefa Díaz Gallo-Muguruza, rimase orfano a dieci anni, sua madre morì nel 1889 e suo padre un anno dopo, entrambi per l'influenza. Studiò al Colegio Complutense de San Justo y Pastor, dando gli esami di maturità all'Instituto Cardenal Cisneros di Madrid. Si laureò in Giurisprudenza nel 1898 all'Università di Saragozza e per finire divenne dottore in diritto nel 1900 all'Università Centrale di Madrid. Nel 1896-1897, in seguito ad una profonda crisi religiosa personale, che descrive nel suo libro El jardín de los Frailes (Il giardino dei frati), divenne definitivamente agnostico.
Nel 1909 ottenne un posto di funzionario alla Direzione generale dei Registri e Notariato del Ministero di Grazia e Giustizia; praticò l'attività di notaio. Collaborò ad alcuni giornali, come El imparcial e El Sol. Nel 1911-1912 fu a Parigi con una borsa di studio per seguire dei corsi di Diritto civile francese (oltre al francese parlava anche l'inglese e il tedesco, cosa rara nella Spagna del tempo). Durante la prima guerra mondiale fu inviato al fronte occidentale (Francia e Italia) per diversi giornali e si familiarizzò con le questioni militari. Nel 1920 fondò, insieme al futuro cognato, il drammaturgo Cipriano Rivas Cherif, la rivista Pluma; dal 1922 fu inoltre direttore del settimanale España. Fu segretario dell'Ateneo di Madrid dal 1913 al 1920, diventandone presidente nel 1930.
Il 27 febbraio 1929, nella Chiesa di San Jerónimo el Real di Madrid, sposò Dolores (detta Lola), la sorella minore di Cipriano Rivas Cherif, che era più giovane di lui di ben 24 anni, e la coppia partì in luna di miele a Parigi e nei Paesi Bassi.

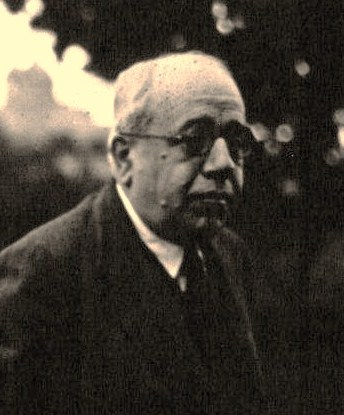
Azaña nel 1932.

Azaña fu membro della Massoneria, la sua amicizia con José Giral lo fece iniziare nel 1932 nella loggia "Matritense" di Madrid, una loggia di tendenza politica radicale lerrouxista, appartenente alla Gran Loggia Regionale del Centro di Spagna, alla quale aderì per ragioni politiche, ma non andò mai al di là del grado di Apprendista e non mise mai più i piedi in una loggia massonica, così "dalla semplice categoria di iniziato passò a quella di assonnato, desistendo da ogni pratica rituale.".

### Carriera politica
Nell'ottobre del 1913 fondò, con José Ortega y Gasset e Fernando de los Ríos, la Liga de Educación Política. Nel 1914 iniziò a dedicarsi alla politica, iscrivendosi al Partito Repubblicano Riformista di Melquíades Álvarez. Si candidò a deputato nella circoscrizione di Toledo nel 1918 e nel 1923, entrambe le volte senza successo.
Molto critico verso la dittatura di Miguel Primo de Rivera, Azaña pubblicò nel 1924 un duro manifesto contro il dittatore e il re Alfonso XIII. L'anno successivo fondò il partito Acción Republicana insieme a José Giral.
In seguito partecipò al Patto di San Sebastián del 1930, che costituì il nucleo del futuro governo repubblicano insediatosi dopo le elezioni municipali del 12 aprile 1931, nelle quali le liste repubblicane ottennero un successo così consistente da spingere il re Alfonso XIII a lasciare la Spagna.
Il 14 aprile 1931 Azaña fu nominato Ministro della Guerra nel governo provvisorio, perché, come scrive lo storico Hugh Thomas, "era l'unico dei liberali antimilitaristi che si era dato la pena di informarsi sull'esercito.". In ottobre divenne capo del governo provvisorio (con anche il ruolo provvisorio di presidente della Repubblica, in attesa della promulgazione della nuova Costituzione) al posto di Niceto Alcalá-Zamora, a causa delle dimissioni di questi dovute alla questione religiosa. Come capo del governo della coalizione repubblicana, Azaña mise in opera il programma elettorale: la riforma dell'esercito spagnolo (per stabilirne una grandezza numerica proporzionata alla capacità del paese e ridurre il numero degli ufficiali e la durata del servizio militare), la riforma agraria e la riforma dell'istruzione, sopprimendo istituzioni religiose e favorendo la laicizzazione dello stato.
Questi impegni, insieme alle agitazioni sociali già in corso in diversi settori della popolazione, portarono Azaña in conflitto con diverse fazioni, specialmente la Chiesa cattolica e parte dell'esercito. I settori cattolici si opposero alla aconfesionalidad dello Stato, mentre la destra non accettò la riforma della struttura statale che garantiva il diritto all'autogoverno di alcune regioni, come la Catalogna. Particolarmente invise alla Chiesa erano le leggi anticlericali, che disponevano lo scioglimento di tutti gli ordini religiosi, la fine dei sussidi ai religiosi entro due anni dall'entrata in vigore della legge (i sussidi erano stati concessi come indennizzo a seguito della confisca delle terre della Chiesa nel 1837), l'abolizione dell'insegnamento religioso e la separazione tra Stato e Chiesa, che erano rimasti indissolubilmente legati per secoli. Fu però Azaña a rendere meno dure le norme contro la Chiesa, limitando lo scioglimento degli ordini religiosi alla sola Compagnia di Gesù.
Gravi scontri avvenuti a Benalup-Casas Viejas, Castilblanco e Arnedo contribuirono alle sue dimissioni, presentate l'8 settembre 1933. Le successive elezioni del 19 novembre dello stesso anno videro il successo dei radicali centristi di Alejandro Lerroux e del cartello delle destre, la CEDA di José María Gil-Robles; i due partiti formarono la coalizione governativa. Azaña si ritirò temporaneamente dalla politica per dedicarsi alla sua attività letteraria.
Già nel 1934 riprese però l'impegno politico, fondando la Izquierda Republicana (Sinistra repubblicana), unione della Acción Republicana con il Partito Repubblicano Radical-Socialista di Marcelino Domingo e l'Organización Republicana Gallega Autónoma (ORGA) di Santiago Casares Quiroga. Nello stesso anno avvennero le rivolte delle Asturie e di Barcellona. Accusato di istigare gli scontri, Azaña fu imprigionato all'interno del cacciatorpediniere Sanchez Barcáiztegui, all'ancora nel porto di Barcellona. Fu in seguito prosciolto da tutte le accuse.
Dopo la sua liberazione, nel gennaio 1935, Azaña iniziò una campagna politica per la creazione di un Fronte popolare. Il Frente Popular, una vasta e varia coalizione, vinse le elezioni del febbraio 1936. Il 19 febbraio Azaña fu nominato capo del governo. La vittoria della sinistra diede inizio a un periodo di instabilità sociale in un clima quasi pre-rivoluzionario, provocando grave scontento nei settori più tradizionali della società spagnola: l'esercito e la Chiesa innanzitutto.

### Presidenza della Repubblica

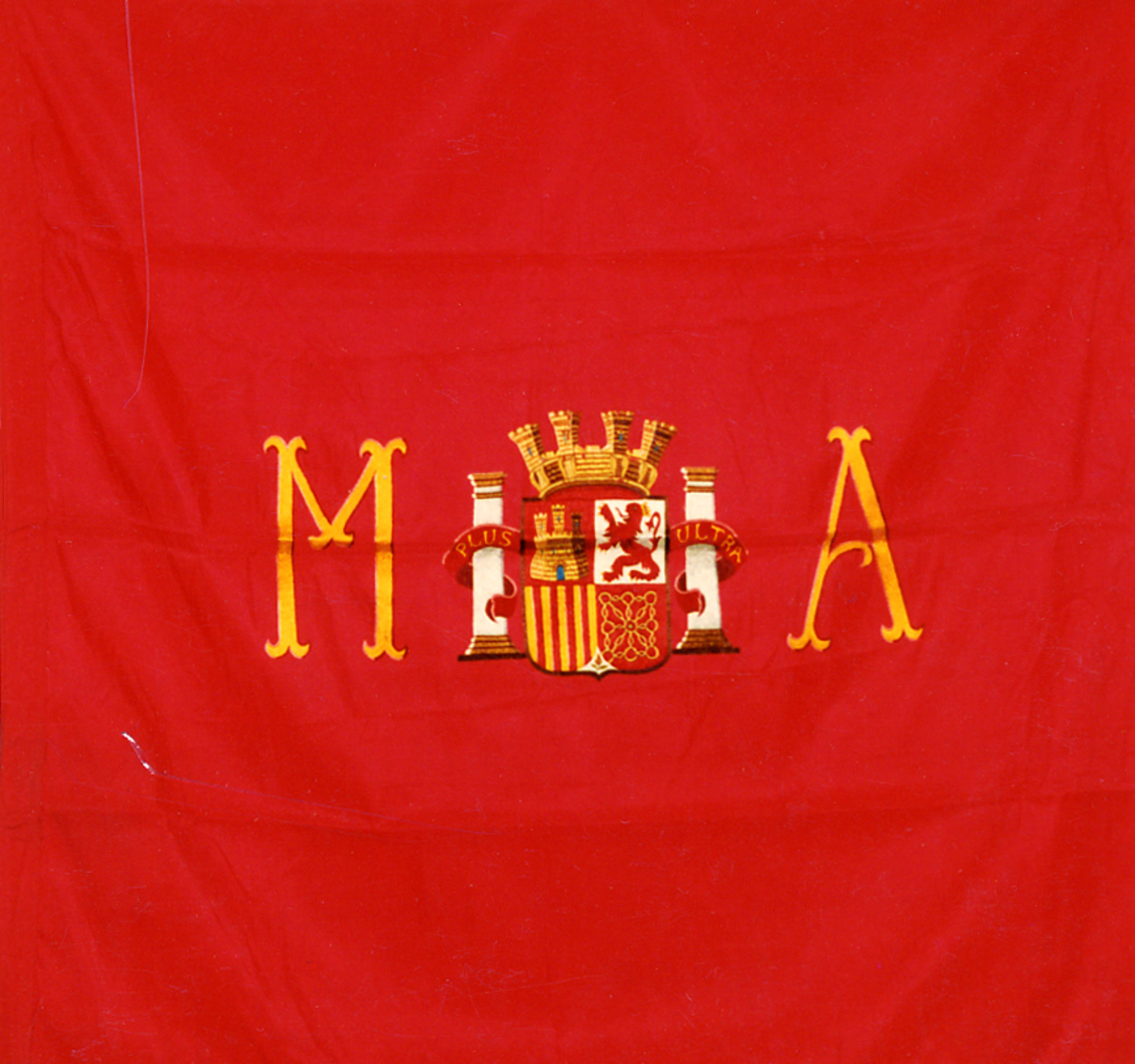
Stendardo Presidenziale di Manuel Azaña.

Il 10 maggio 1936 Manuel Azaña fu eletto per la seconda volta Presidente della Repubblica dopo la destituzione di Alcalá-Zamora, appena due mesi prima dell'inizio della guerra civile. Azaña insisteva sulla necessità di maggior coesione della coalizione repubblicana, le divisioni interne costituendo un serio pericolo alla stabilità della nazione. Nei suoi diari e memorie, ai quali lavorava meticolosamente, descrive vividamente le varie personalità e i conflitti ideologici tra se stesso e diversi esponenti repubblicani, tra cui Francisco Largo Caballero e Juan Negrín.
Quando iniziò la rivolta dell'esercito, nel luglio 1936, il governo di Santiago Casares Quiroga si dimise; Azaña nominò come nuovo capo del governo un suo alleato, Diego Martínez Barrio, che avrebbe dovuto trattare con i ribelli; il tentativo fallì in poche ore, e Azaña procedette a nominare José Giral, che si insediò il 19 luglio, a capo di un governo ostile ai ribelli, che decise la distribuzione di armi al popolo. Anche il governo Giral ebbe vita breve e a settembre Azaña nominò al suo posto Francisco Largo Caballero.
Con il procedere della guerra civile, Azaña seguì il governo repubblicano dapprima a Valencia e poi a Barcellona. La caduta di Barcellona prima, il 26 gennaio 1939, e di Gerona poi, il 5 febbraio, costrinsero Azaña a rifugiarsi infine in Francia. Il 27 febbraio si dimise dalla presidenza della Repubblica con un telegramma inviato a Diego Martínez Barrio da Collonges-sous-Salève, e fu sostituito da José Miaja Menant, come Presidente del Consiglio di difesa nazionale (dal 13 al 25 marzo).

### Lo scrittore
Azaña non fu solo un politico, ma anche uno scrittore, appartenente alla cosiddetta "Generazione del '14", nel 1926 ricevette il premio nazionale di letteratura per la sua biografia Vida de Don Juan Valera, ma la sua opera più conosciuta, scritta durante la guerra civile, è La veglia a Benicarló (La velada en Benicarló). Ne terminò la scrittura durante la rivolta di Barcellona, nel maggio 1937. In quest'opera Azaña fa uso di diversi personaggi per esporre i vari punti di vista ideologici, politici e sociali presenti nella Repubblica durante la guerra, dipingendo e cercando di spiegare le rivalità ed i conflitti che stavano deteriorando la coesione dei repubblicani. Scritte in esilio prima di morire, le sue memorie intitolate Diarios, sono considerate come uno dei documenti storici più importanti per la guerra civile e contribuiscono molto allo studio delle difficoltà del governo repubblicano in quegli anni. Di Azaña sono anche famosi alcuni discorsi, in particolare quello pronunciato davanti al Parlamento spagnolo, le Cortes, il 18 luglio 1938, nel quale predicava la necessità di una riconciliazione nazionale a guerra finita; usò il motto "Pace, pietà, perdono" (Paz, Piedad, Perdón).

### L'esilio e la morte

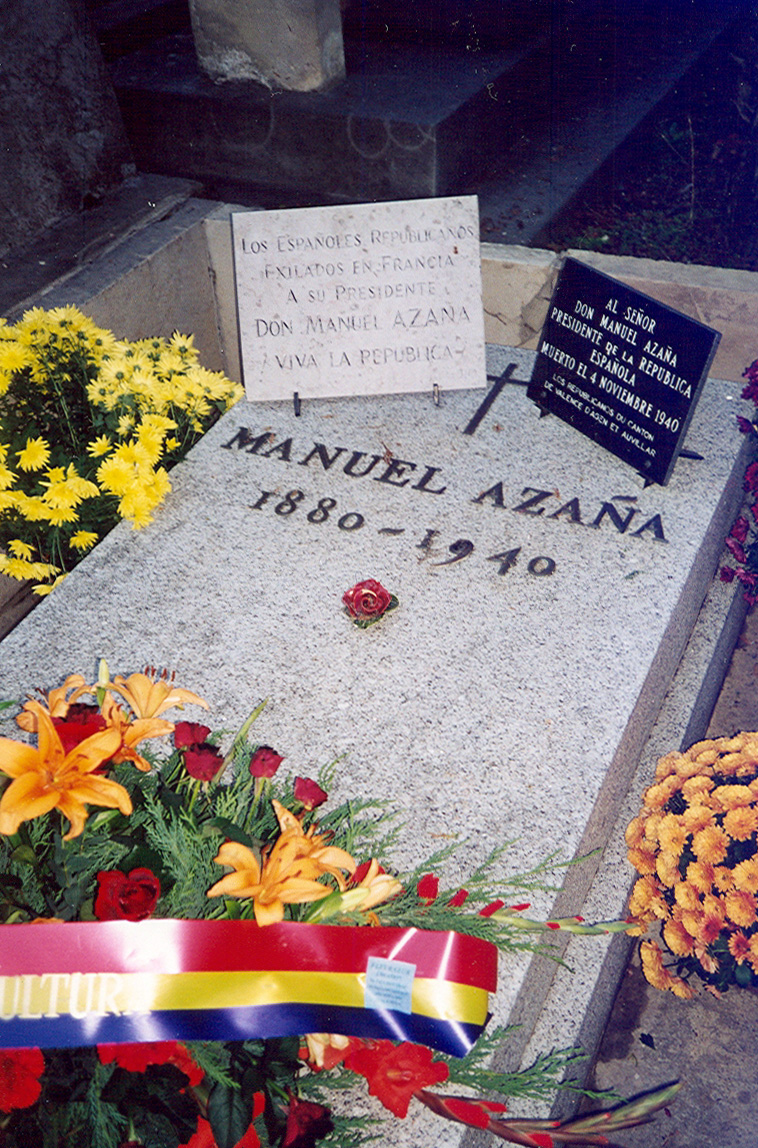
Tomba di Manuel Azaña nel cimitero di Montauban.

Dopo la fine della guerra civile, Azaña visse in esilio in Francia, nei pressi di Arcachon. Con l'occupazione della Francia da parte della Germania nazista e la repubblica di Vichy, fu tenuto sotto controllo costante da parte di agenti franchisti, che cercavano di ottenerne l'arresto e l'espulsione verso la Spagna; e c'era il timore che potesse essere arrestato dalla Gestapo, che controllava tutta la zona di Arcachon fino alla frontiera con la Spagna. Nel mese di giugno del 1940 Azaña si trasferì a Montauban, nella zona francese controllata dal governo di Vichy, dove, grazie all'intervento dell'ambasciatore messicano in Francia, Azaña poté vivere all'Hôtel du Midi, dichiarato sotto la giurisdizione dell'ambasciata messicana. Qui, repentinamente invecchiato e indebolito dalle difficoltà degli ultimi mesi, morì poco prima della mezzanotte del 3 novembre 1940, e fu sepolto il cinque dello stesso mese nella sezione n. 7 del cimitero di Montauban, dove suoi resti ancora riposano. 
Il maresciallo Pétain proibì che gli fossero tributati gli onori di un ex capo di Stato; consentì che la sua bara fosse avvolta dalla bandiera spagnola, ma quella bicolore franchista e non quella tricolore repubblicana, il feretro venne quindi avvolto nella bandiera messicana e fu accompagnato al cimitero, senza alcuna cerimonia religiosa, da sua moglie, l'ambasciatore con tutta la legazione messicana, il generale Hernández Saravia, il pittore Francisco Galicia, il suo fedele aiutante Antonio Lot, il vescovo di Montauban Pierre-Marie Théas, una suora e centinaia di Spagnoli repubblicani in esilio a Montauban.

### Omaggi
Manuel Azaña fu aspramente combattuto in vita e a lungo ostracizzato dopo la sua morte, sotto Franco e dopo Franco.

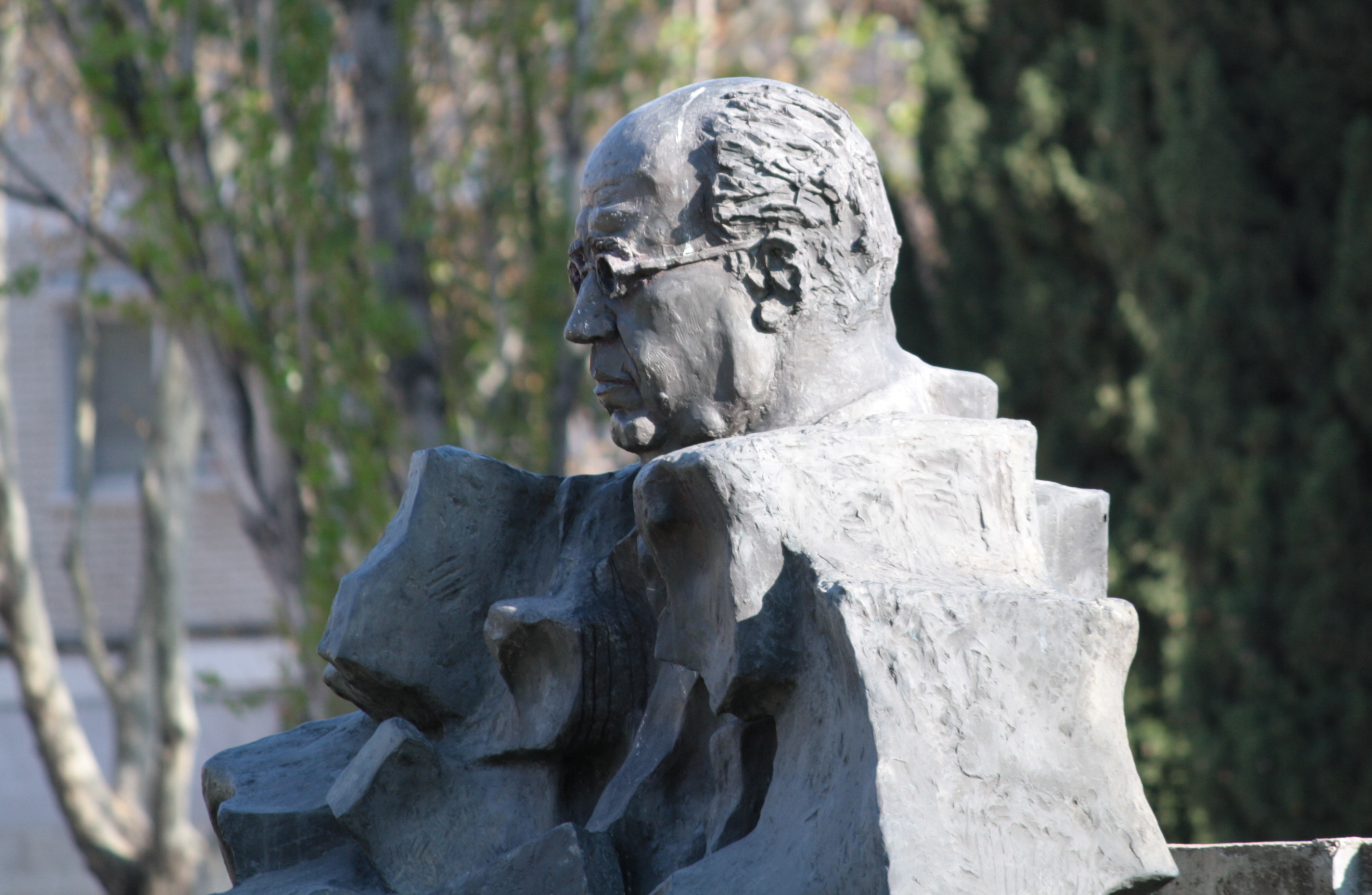
Scultura di Manuel Azaña a Alcalá de Henares.

In occasione del primo centenario della sua nascita, il 10 gennaio 1980, è stata collocata una lapide sulla facciata della sua casa natale. Una strada porta oggi il suo nome e una scultura in bronzo di José Noja è stata collocata il 22 maggio 1987 e in seguito posta in una glorietta nel 1994.
A partire dal 2010 si svolgono le "Giornate sulla vita e l'opera di Manuel Azaña", organizzate in collaborazione dall'Ayuntamiento di Alcalá de Henares, l'università di Alcalá, la Fondazione Francisco Largo Caballero e l'Istituto Cervantes.
Il 28 novembre 2011 il presidente del Congresso dei Deputati spagnolo, il socialista José Bono, ha presieduto all'inaugurazione di un busto di Azaña, opera dello scultore Evaristo Bellotti, nel vestibolo dell'edificio delle Cortes, proprio di fronte ad una statua di Isabella II. Ha dichiarato: “Si tratta di un gesto di riconciliazione che include il chiaro simbolismo del fatto che nella sala più nobile del Parlamento figurino una regina di Spagna e un presidente della Repubblica”. La decisione è stata approvata da tutti i gruppi parlamentari.
Però dopo le elezioni del novembre 2011, vinte dal Partido Popular con maggioranza assoluta, il nuovo presidente del Congresso dei Deputati, Jesús Posada, con l'appoggio del suo partito, il Partido Popular, del CiU e del PSOE, ha deciso nel maggio 2012 di spostare il busto di Azaña in un patio senza nessun carattere istituzionale né simbolico, suscitando le proteste dell'Izquierda Republicana (IR), donatrice del busto, e della Izquierda Unida, che nessuno aveva informato della decisione. Celia Villalobos, deputata del Partido Popular e vicepresidente del Congresso dei Deputati, ha consultato i vari gruppi politici e la Camera si è espressa in maggioranza a favore dello spostamento. Per finire il busto è stato ricollocato nel Congresso e posto accanto a quello dell'ex presidente repubblicano Niceto Alcalá-Zamora.

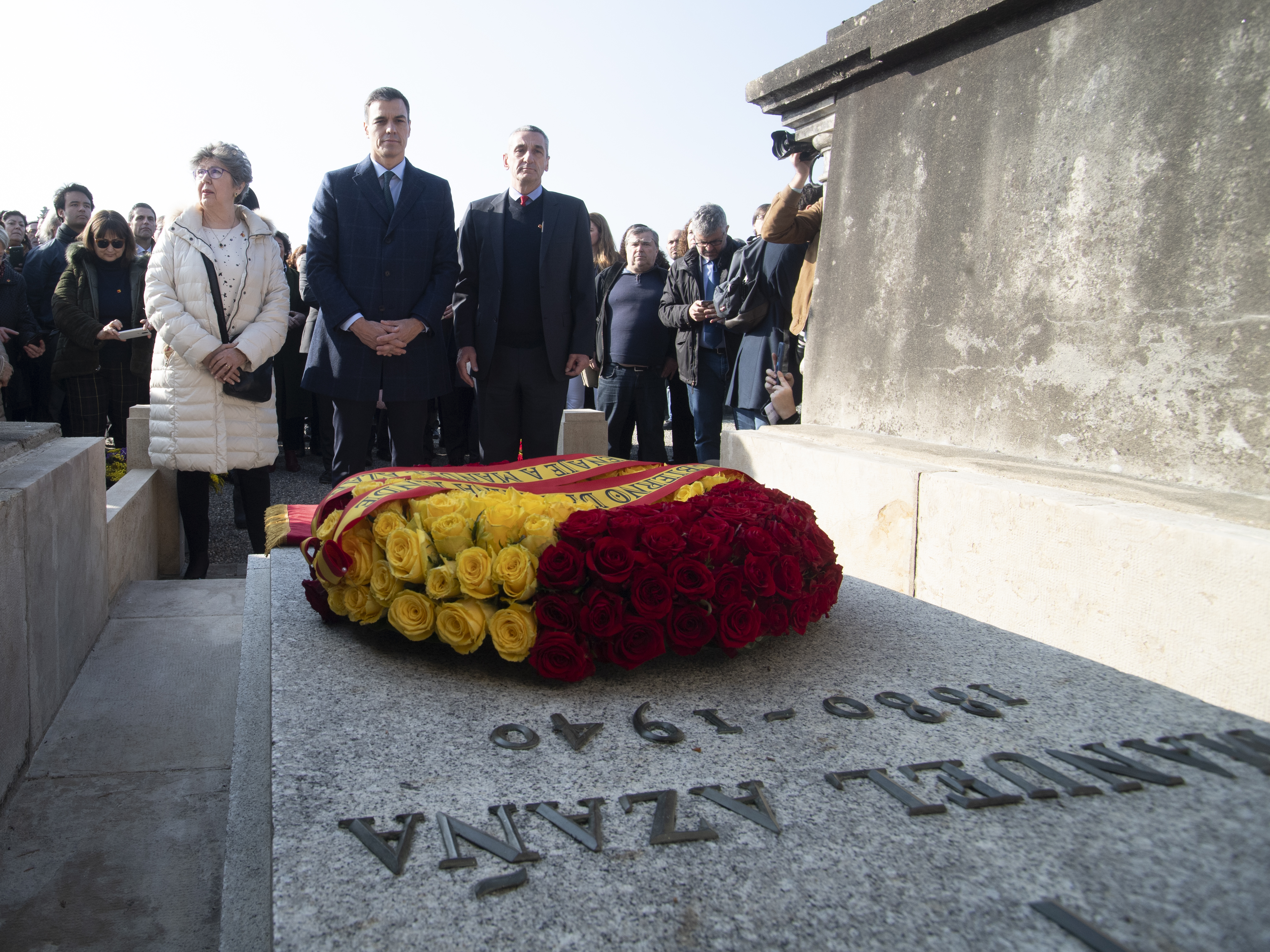
Pedro Sánchez rende omaggio a Azaña a Montauban nel febbraio del 2019.

Nel febbraio 2019 il presidente del Governo spagnolo Pedro Sánchez si è recato in visita alla tomba di Manuel Azaña per un omaggio al politico repubblicano. Si è trattato della prima visita da parte di un presidente spagnolo. Per l'occasione, oltre all'omaggio floreale, fu deposta una placca con l'iscrizione seguente: «El Gobierno de España, con motivo del 80 aniversario del exilio republicano español, rinde homenaje a D. Manuel Azaña, presidente de la II República, fallecido en el exilio». (Trad.: Il Governo di Spagna, in occasione dell'ottantesimo anniversario dell'esilio repubblicano spagnolo, rende omaggio a Don Manuel Azaña, presidente della II Repubblica, morto in esilio.)
Il 3 novembre 2020 si è svolto al Congresso dei Deputati un omaggio alla figura di Manuel Azaña, in occasione dell'ottantesimo anniversario della sua morte.
Il 17 dicembre 2020 il re Filippo VI di Spagna visita l'esposizione su Manuel Azaña, organizzata dalla Biblioteca nazionale di Spagna a Madrid in occasione dell'ottantesimo anniversario della sua morte.

## Opere
- A la altura de las circunstancias. Escritos sobre la Guerra Civil (Inter. di Isabelo Herreros; coord. di José Esteban), Madrid, Reino de Cordelia, 2016.
- Al año de guerra [Discorso pronunciato nel Paraninfo della Università di Valencia il 18 luglio 1937], Valencia, Ediciones Españolas, 1937.
- Antología (a cura di Federico Jiménez Losantos), Madrid, Alianza Editoria, 1982.
- Apuntes de memoria: Guerra Civil: mayo 1936-abril 1937, diciembre 1937-abril 1938 (inédito); Cartas: 1938-1939-1940 (Ed. Enrique de Rivas), Valencia, Editorial Pre-Textos, 1990.
- Azaña en León [Discorso pronunciato al Teatro Principale il 12 febbraio 1936], León, Ediciones Asociación Manuel Azaña y Fundación Vela Zanetti, 2001.
- Azaña: su política. El Ejército y la Guerra, Madrid, Editorial Castro, 1935.
- Cartas inéditas (1917-1935), Manuel Azaña-Cipriano de Rivas Cherif, Valencia, Editorial Pre-Textos, 1990.
- Causas de la guerra de España, Barcelona, Diario Público, 2011.
- De la cárcel al poder. Discursos de Manuel Azaña en "Política", Edición de Isabelo Herreros, Madrid, Editorial Eneida, 2009.
- Defensa de la Autonomía de Cataluña, Barcelona, Undarius Editorial, 1977.
- Diarios completos, Barcelona, Editorial Crítica, 2004.
- Discursos parlamentarios. Edición y estudio preliminar, Javier Paniagua Fuentes, Madrid: Congreso de los Diputados, Servicio de Publicaciones, DL 1992.
- Discursos políticos: discursos, 1911-1938. La oratoria perdida, Ed. Santos Juliá Díaz, Barcelona, Editorial Crítica, 2004.
- El Arma de las Letras. Saggi letterari. (a cura di José Esteban), Madrid, Reino de Cordelia, 2018.
- El jardín de los Frailes, Madrid, Diario El País, 2003 (Collezione Classici del XXo secolo), 2003.
- El problema español y un año de dictadura, Ed. A. Serrano e J. M. San Luciano, Madrid, Edascal, 1980.
- En el Poder y la Oposición (1932-1934), Madrid, Espasa Calpe, 1934.
- Estudios de política francesa contemporánea, Madrid, Calleja, 1919.
- Estudios de política francesa. La política militar, Madrid, Calleja, 1919.
- Estudios sobre Valera. Prologo di Juan Marichal, Madrid, Alianza, 1971.
- Fresdeval (Ed. di Enrique Rivas. Introd. di José María Marco), Madrid, Pre-Textos, 1987.
- Gentes de mi tiempo. (Ed. e intr. di José Esteban), Madrid, Reino de Cordelia, 2015.
- Grandezas y miserias de la política [Conferenza in “El Sitio” di Bilbao, 21 aprile 1934], Madrid, Espasa Calpe, 1934.
- La Corona: Drama en tres actos, Madrid, Rivadeneyra, 1932 (Collezione La Farsa, vol. 244)
- La Pluma. Revista Literaria. Redattori: Manuel Azaña e Cipriano Rivas Cherif, Madrid, 1920-1923. Edizione in facsimile, Topos Verlag, AG Vaduz, Liechtenstein, 1980.
- La Velada en Benicarló. Diario de la guerra de España. (Intr. di Isabelo Herreros e José Esteban; epilogo grafico di Vicente A. Serrano), Madrid, Reino de Cordelia, 2011. Traduzione italiana: La Veglia a Benicarlo, (Prefazione di Leonardo Sciascia; traduzione di Leonardo Torino, Sciascia e Salvatore Girgenti), Firenze, Einaudi, 1967.
- La invención del “Quijote” y otros ensayos, (Prologo di Andrés Trapiello), Madrid, Asociación de libreros de lance, 2005.
- La libertad de asociación, Discorso tenuto all'Academia de Jurisprudencia, Madrid, Hijos de M. Hernández, G., 1902.
- La novela de Pepita Jiménez, Madrid, Cuadernos literarios, 1927.
- Los españoles en guerra, Barcelona, Crítica, 1999.
- Los motivos de la germanofilia, Madrid, Imprenta Helénica, 1917.
- Memorias íntimas de Azaña (Con note di Joaquín Arrarás), Madrid, Ediciones Españolas, 1939.
- Mi rebelión en Barcelona, Madrid, Espasa Calpe, 1935.
- Obras completas de Manuel Azaña, 8 volumi (Ed. di Santos Juliá), Madrid: Centro de Estudios Políticos y Constitucionales, 2007.
- Plumas y palabras, Barcelona, Editorial Crítica, 2002 (ed. orig. 1931).
- Reims y Verdun: (Impresiones de un viaje a Francia) [conferenza all'Ateneo di Madrid, 25 gennaio 1917]. (Prologo di Isabelo Herreros), Madrid, Ministerio de Cultura, Subdirección General de Publicaciones, Información y Documentación, 2005.
- Tierras de España. El problema español, (Sel., ed. e introd. di José Esteban), Madrid, Reino de Cordelia, 2017.
- Todavía el 98: textos de Azaña sobre el 98, Madrid, Editorial Biblioteca Nueva, 1997.
- Tres generaciones del Ateneo [Discorso del 20 novembre 1930], Madrid, Sáez Hermanos, 1930.
- Una política (1930-1932), Madrid, Sáez Hermanos, 1932.